# Zapotékové
Zapotékové jsou dávný, původně válečnický domorodý národ, který obýval jih předkolumbovské Mezoameriky, zhruba v oblasti dnešního mexického státu Oaxaca, asi od 8. století př. n. l..
Zhruba v té době začala vznikat nejstarší zapotécká obřadní střediska Puerto Angel, Monte Negro a Monte Albán, přičemž nejdůležitější z nich byl Monte Albán, jehož vznik se datuje do 7. století př. n. l.
Nejstarší archeologické nálezy jasně odkazují na vliv olmécké kultury, kterou Zapotékové přejali a přetvořili ve svoji svébytnou civilizaci.
V době Aztécké říše a příchodu Španělů byli Zapotékové již jen pouhým stínem své dřívější civilizace, rozdělené do několika městských států, které se staly vazaly Aztéků obklopených jejich územím, z nichž nejvýznamnější z nich, království Zaachila, se spojilo s Pedrem de Alvarado proti Mixtékům. Roku 1521 byli sami napadeni Španěly a jejich území bylo dobyto. Poslední zbytky Zapotéků vedli marný odpor až do roku 1563.

## Monte Albán
Koncem předklasického období (2000 př. n. l. – 325 n. l.) se Monte Albán postupně stal hlavním politickým a obchodním centrem oblasti, čímž zaujal výsadní postavení. Stalo se tak zejména díky jeho výhodné strategické poloze, odkud bylo možné ovládat celou oblast Oaxaky.

### Monte Albán I
V první etapě, jež se nazývá Monte Albán I (700 př. n. l. – 200 př. n. l.), bylo vybudováno mohutné, přes 3 km dlouhé opevnění, které ještě posílilo přirozenou nedobytnost tohoto místa. Na méně příkrých svazích dosahovala výška hradby až čtyř metrů.
Období Monte Albán I bylo nejvýznamnějším stavební érou města. V té době bylo vybudováno ohromné náměstí, kde se nacházely všechny významné stavby. Jednou z nejstarších je takzvaná budova L objevená v roce 1931, jež se též nazývá Chrám tanečníků. Jedná se o významnou ukázku zapotécké architektury, v níž byly objeveny kamenné desky s desítkami lidských postav tesaných ve čtyřech řadách. O jejich významu se vedly četné spory, až v nedávné době převládl názor, že ve skutečnosti jde o válečné zajatce.

### Monte Albán II

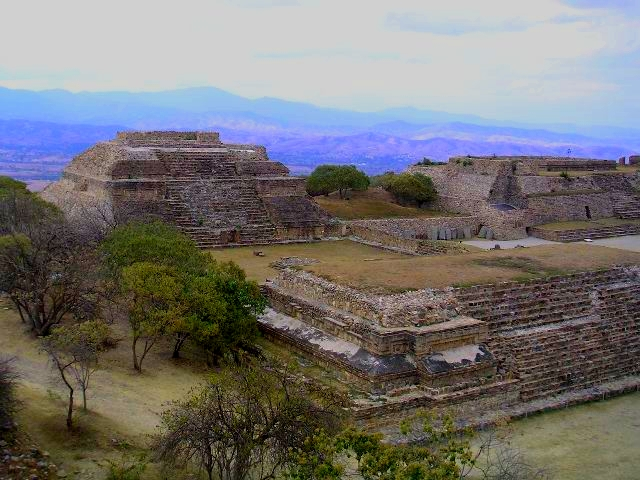
Panorama Monte Albánu

V druhé etapě, zvané Monte Albán II (200 př. n. l. – 100), vzrostl počet obyvatel města na dvojnásobek, takže zde mohlo podle odhadu odborníků žít 10 000 až 20 000 lidí. V té době se vliv Zapotéků rozšířil i mimo oblast Oaxaky. Stavební rozvoj centra pokračoval, došlo mimo jiné k úplnému zarovnání hlavního náměstí. Tehdy byl také vybudován komplex J, k němuž se v současnosti upírá největší pozornost archeologů. Stavba má zvláštní tvar hrotu šípu a nezvyklou orientaci, což vede odborníky k domněnkám, že mohla být využívána jako astronomická observatoř.

### Monte Albán III
Třetí etapa, jež nese označení Monte Albán III (100–600), je vrcholnou epochou vývoje zapotécké civilizace, v níž se Monte Albán zařadil mezi nejrozvinutější města Střední Ameriky. Počet jeho obyvatel dosáhl čísla 30 000. 7. století však znamená začátek konce zapotécké slávy. Jejich stát se začal rozpadat a Monte Albán vylidňovat a měnit se v ruiny. Počátkem 14. století zde žilo již jen několik tisíc lidí.

## Náboženství

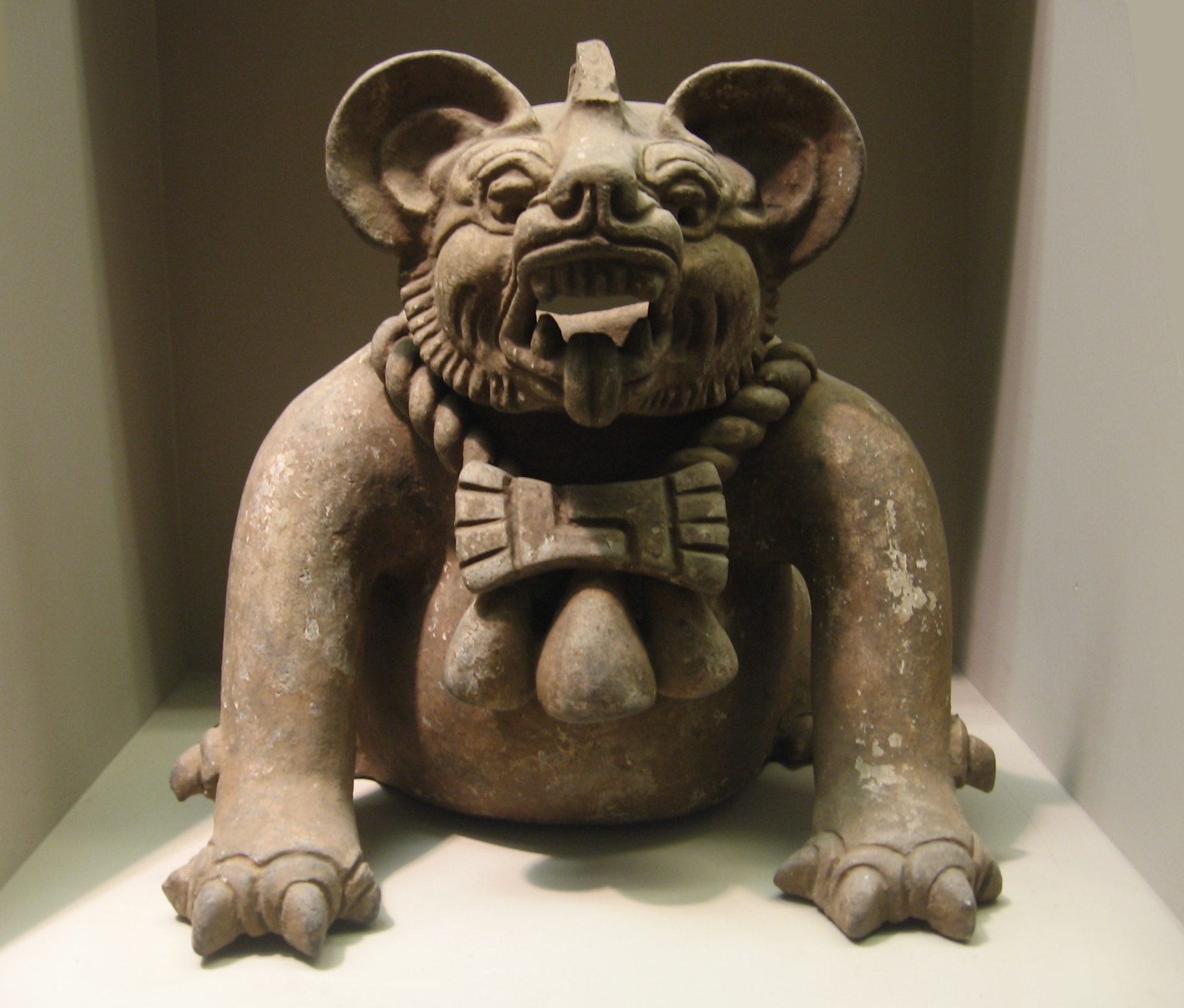
Pohřební urna v podobě netopýřího boha

Jako většina mezoamerických náboženských systémů bylo i zapotécké náboženství polyteistické. Jejich hlavními božstvy byl bůh deště Cocijo, obdoba aztéckého Tlaloka, a bůh světla Coquihani. Na pohřebních urnách bývá často zobrazován i bůh kukuřice Pitao Cozobi. Symbolem země pak byl jako u většiny národů předkolumbovského Mexika jaguár. Při rituálech k oslavě svých bohů Zapotékové občas obětovali své válečné zajatce.

## Písmo a kalendář
Vysokou úroveň zapotécké civilizace potvrzuje i skutečnost, že měli své vlastní písmo a kalendář. První znaky (glyfy) jejich sylabického neboli slabičného písma se objevují již v 7. století př. n. l., což znamená, že jsou nejstarším mezoamerickým písmem. Zapotécké písmo se dodnes nepodařilo zcela rozluštit. Víme však, že má podobnou vnitřní strukturu jako písmo mayské. Dnes je využívají zejména archeologové, jimž pomáhá při datování nálezů.
Zapotékové také zdokonalili dobový způsob měření času a výpočtů a zavedli propracovaný kalendářní systém, který byl používán ještě v 16. století. Jejich rituální kalendář měl celkem 260 dní a dělil se na 4 části, jež měly každá 65 dnů. Ty se ještě dále dělily na 5 období po 13 dnech. Světský kalendář čítal tak jako náš 365 dní, ale dělil se na 18 měsíců po 20 dnech plus zbývajících 5 dní.